# Гай Салвий Либерал Ноний Бас
Гай Салвий Либерал Ноний Бас (на латински: Gaius Salvius Liberalis Nonius Bassus) е политик и сенатор на Римската империя през 1 век.
Произлиза от Урбс Салвия в Мачерата от tribus Velina и е роднина на Луций Флавий Силва Ноний Бас (консул 81 г.). Баща е на Гай Салвий Вителиан (консул 96 г.).
Салвий е легат на V Македонски легион и проконсул на провинция Британия. След това е приет в колегията на арвалските братя (frater Arvalis) и става проконсул на провинция Македония. През ноември и декември 85 г. Салвий Ноний Бас e суфектконсул заедно с Орест.